# Villa Lehmann (Potsdam)

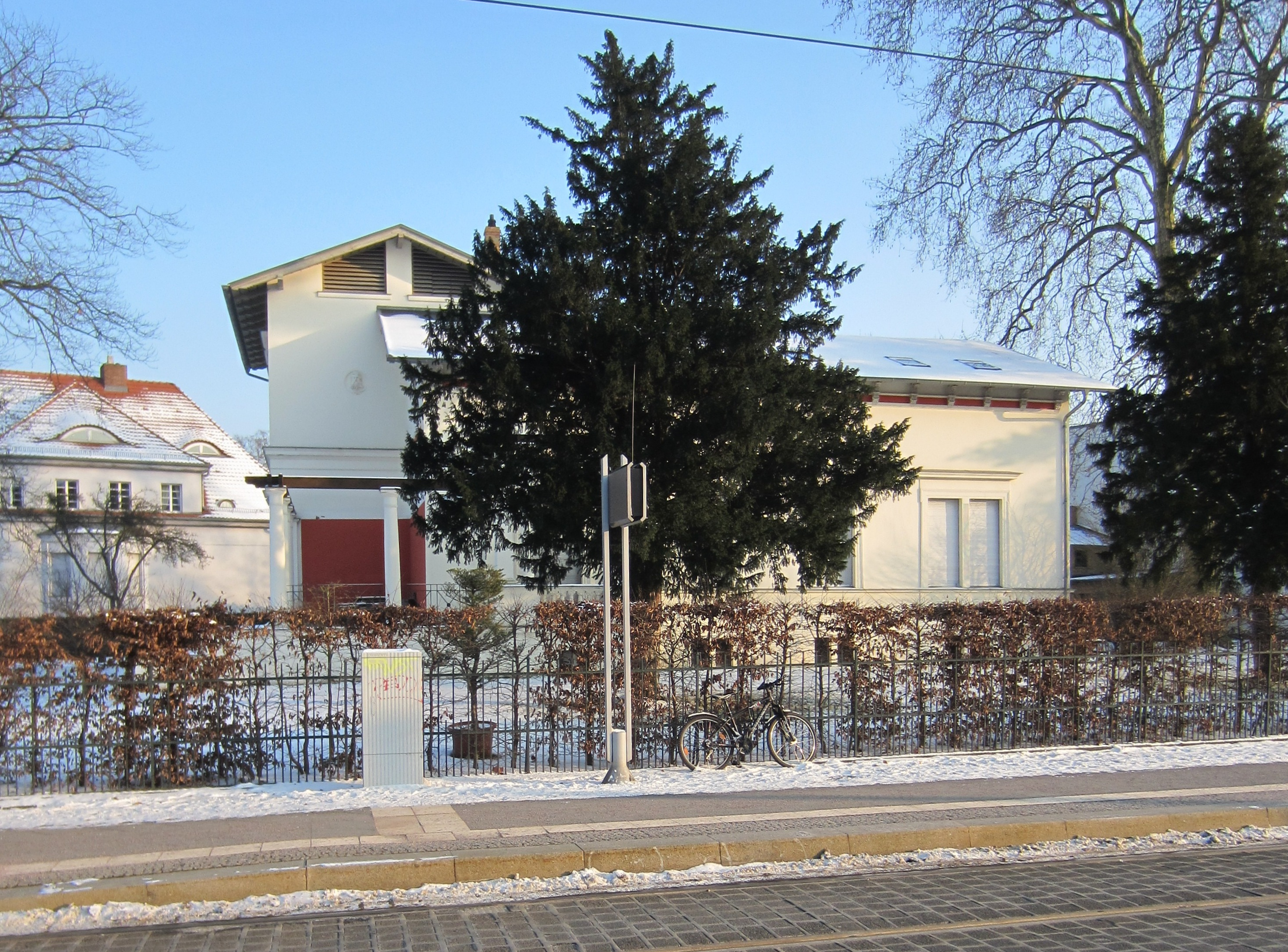
Villa Lehmann, Puschkinallee 9

Die Villa Lehmann ist ein denkmalgeschütztes Gebäude im Potsdamer Stadtteil Nauener Vorstadt, Puschkinallee 9.

## Geschichte
Das 1867/68 erbaute Wohnhaus war die erste Villa an der später angelegten Straße entlang der Ostseite der Russischen Kolonie Alexandrowka. Das an der heutigen Puschkinallee/Ecke Beyerstraße liegende Anwesen erhielt 1871 die Anschrift Capellenbergstraße 3 (später 9). Das Wohngebäude errichtete Hofbau- und Hofmaurermeister Ernst Petzholtz für den Kaufmann und Hoflieferanten Carl Lehmann. Die nachfolgende Eigentümerin ist laut Potsdamer Adressbuch für 1877 bis mindestens 1885 die dort im Sommer lebende Witwe Lehmann, geborene Morsch und anschließend der Rentier Ernst Brenske (1845–1904). Laut Bauakte „Acta specialia betreffend Bausachen“ (Blatt 15 ff) beabsichtigte Ernst Brenske 1889 den Bau eines Portierhauses und eines Stallgebäudes, die Maurermeister Albert Lüdicke († vermutlich 1901, spätestens 1903) im Jahr 1890 ausführte. Von 1904 bis 1909 war die Witwe Marie Brenske, geborene Benekendorff Eigentümerin des Anwesens.
Aus der Bauakte (Blatt 47) geht hervor, dass die Villa ab 1909 Oberstleutnant z. D. Ernst von Klinckowström (* 1856) gehörte. Im Adressbuch für 1938/39 ist seine Witwe Lilly von Klinckowström, geborene von Wackerbarth genannt von Bomsdorff (* 1867) als Eigentümerin eingetragen, die das Gebäude als Mietwohnhaus umnutzte. Die Villa war zu DDR-Zeiten Eigentum der Stadt Potsdam, stand 2003 zum Verkauf und wird gewerblich genutzt (Stand 2017).

## Architektur
Der im italienisierenden Landhausstil errichtete Putzbau ist ein- und zweigeschossig mit flachen Satteldächern. Die zur Puschkinallee giebel- und traufständigen Bautrakte stehen im rechten Winkel zueinander. Der Nordwestecke ist eine Terrasse mit Pergola vorgelagert. Über den hochrechteckigen Fenstern sind horizontale Verdachungen angebracht. Der Eingangsbereich liegt auf der Rückseite des eingeschossigen Gebäudetrakts.